# Ellipteroides
Ellipteroides is een muggengeslacht uit de familie van de steltmuggen (Limoniidae).

## Soorten

### OndergeslachtEllipteroides
- E. (Ellipteroides) atropolitus (Alexander, 1937)
- E. (Ellipteroides) bifastigatus Mendl, 1987
- E. (Ellipteroides) brunnescens (Edwards, 1926)
- E. (Ellipteroides) ebenomyia (Alexander, 1959)
- E. (Ellipteroides) friesei (Mannheims, 1967)
- E. (Ellipteroides) lateralis (Macquart, 1835)
- E. (Ellipteroides) meioneurus (Alexander, 1962)

- E. (Ellipteroides) piceus Becker, 1907
- E. (Ellipteroides) pictilis (Alexander, 1958)
- E. (Ellipteroides) rohuna (Alexander, 1958)
- E. (Ellipteroides) schmidi (Alexander, 1957)
- E. (Ellipteroides) tenebrosus (Edwards, 1928)
- E. (Ellipteroides) terebrellus (Alexander, 1931)
- E. (Ellipteroides) thiasodes (Alexander, 1958)

### OndergeslachtProgonomyia
- E. (Progonomyia) acanthias (Alexander, 1941)
- E. (Progonomyia) acrissimus (Alexander, 1944)
- E. (Progonomyia) adelus (Alexander, 1949)
- E. (Progonomyia) alatus (Alexander, 1981)
- E. (Progonomyia) altivolans (Alexander, 1942)
- E. (Progonomyia) argentinensis (Alexander, 1920)
- E. (Progonomyia) atroapicatus (Alexander, 1938)
- E. (Progonomyia) balzapambae (Alexander, 1941)
- E. (Progonomyia) bifasciolatus (Alexander, 1937)
- E. (Progonomyia) brevifurca (Alexander, 1917)
- E. (Progonomyia) catamarcensis (Alexander, 1941)
- E. (Progonomyia) compactus (Alexander, 1941)
- E. (Progonomyia) chiloensis (Alexander, 1969)
- E. (Progonomyia) destrictus (Alexander, 1939)
- E. (Progonomyia) dolorosus (Alexander, 1922)
- E. (Progonomyia) eriopteroides (Alexander, 1926)
- E. (Progonomyia) fieldi (Alexander, 1966)
- E. (Progonomyia) flaveolus (Alexander, 1921)
- E. (Progonomyia) forceps (Alexander, 1941)
- E. (Progonomyia) hesperius (Alexander, 1926)
- E. (Progonomyia) histrionicus (Alexander, 1943)
- E. (Progonomyia) hyperplatys (Alexander, 1944)
- E. (Progonomyia) maestus (Alexander, 1921)
- E. (Progonomyia) magistratus (Alexander, 1949)
- E. (Progonomyia) melampodius (Alexander, 1979)
- E. (Progonomyia) natalensis (Alexander, 1917)
- E. (Progonomyia) nigrobimbo (Alexander, 1934)

- E. (Progonomyia) nigroluteus (Alexander, 1971)
- E. (Progonomyia) ominosus (Alexander, 1926)
- E. (Progonomyia) ovalis (Alexander, 1949)
- E. (Progonomyia) paraensis (Alexander, 1920)
- E. (Progonomyia) paramoensis (Alexander, 1944)
- E. (Progonomyia) patruelis (Alexander, 1930)
- E. (Progonomyia) perturbatus (Alexander, 1930)
- E. (Progonomyia) peruvianus (Alexander, 1922)
- E. (Progonomyia) platymerellus (Alexander, 1947)
- E. (Progonomyia) pleurolineatus (Alexander, 1929)
- E. (Progonomyia) plumbeus (Alexander, 1946)
- E. (Progonomyia) pulchrissimus (Alexander, 1921)
- E. (Progonomyia) quinqueplagiatus (Alexander, 1931)
- E. (Progonomyia) saturatus (Alexander, 1937)
- E. (Progonomyia) saxicola (Alexander, 1923)
- E. (Progonomyia) serenus (Alexander, 1922)
- E. (Progonomyia) slossonae (Alexander, 1914)
- E. (Progonomyia) subcostatus (Alexander, 1919)
- E. (Progonomyia) subsaturatus (Alexander, 1942)
- E. (Progonomyia) synchrous (Alexander, 1929)
- E. (Progonomyia) tessellatus (Alexander, 1943)
- E. (Progonomyia) thiosema (Alexander, 1921)
- E. (Progonomyia) transvaalensis (Alexander, 1960)
- E. (Progonomyia) tridens (Alexander, 1979)
- E. (Progonomyia) velutinus (Alexander, 1916)
- E. (Progonomyia) weiseri (Alexander, 1920)
- E. (Progonomyia) zionicola (Alexander, 1948)

### OndergeslachtProtogonomyia
- E. (Protogonomyia) acucurvatus (Alexander, 1968)
- E. (Protogonomyia) acustylatus (Alexander, 1962)
- E. (Protogonomyia) adrastea Stary and Mendl, 1984
- E. (Protogonomyia) aitholodes (Alexander, 1961)
- E. (Protogonomyia) alboscutellatus (von Roser, 1840)
- E. (Protogonomyia) alomatus (Alexander, 1963)
- E. (Protogonomyia) apocryphus (Alexander, 1968)
- E. (Protogonomyia) clista (Alexander, 1962)
- E. (Protogonomyia) clitellatus (Alexander, 1934)
- E. (Protogonomyia) cobelura (Alexander, 1973)
- E. (Protogonomyia) confluentus (Alexander, 1924)
- E. (Protogonomyia) contostyla (Alexander, 1968)
- E. (Protogonomyia) chaoi (Alexander, 1949)
- E. (Protogonomyia) distifurca (Alexander, 1962)
- E. (Protogonomyia) glabristyla (Alexander, 1968)
- E. (Protogonomyia) gracilis (Brunetti, 1918)
- E. (Protogonomyia) hutsoni (Stary, 1971)
- E. (Protogonomyia) ida Stary and Mendl, 1984
- E. (Protogonomyia) lateromacula (Alexander, 1968)

- E. (Protogonomyia) lenis (Alexander, 1937)
- E. (Protogonomyia) limbatus (von Roser, 1840)
- E. (Protogonomyia) megalomatus (Alexander, 1962)
- E. (Protogonomyia) namtokensis (Alexander, 1953)
- E. (Protogonomyia) neapiculatus (Alexander and Alexander, 1973)
- E. (Protogonomyia) nigripes (Brunetti, 1912)
- E. (Protogonomyia) nilgirianus (Alexander, 1950)
- E. (Protogonomyia) pakistanicus (Alexander, 1957)
- E. (Protogonomyia) pellax (Alexander, 1968)
- E. (Protogonomyia) praetenuis (Alexander, 1945)
- E. (Protogonomyia) quadridens (Savchenko, 1972)
- E. (Protogonomyia) rejectus (Alexander, 1968)
- E. (Protogonomyia) scoteinus (Alexander, 1968)
- E. (Protogonomyia) scutellumalbum (Alexander, 1923)
- E. (Protogonomyia) strenuus (Brunetti, 1912)
- E. (Protogonomyia) thiorhopalus (Alexander, 1962)
- E. (Protogonomyia) tienmuensis (Alexander, 1940)

### OndergeslachtPtilostenodes
- E. (Ptilostenodes) amiculus (Alexander, 1936)
- E. (Ptilostenodes) capitulus (Alexander, 1968)
- E. (Ptilostenodes) omissus (Lackschewitz, 1940)
- E. (Ptilostenodes) pakistanensis (Alexander, 1957)

- E. (Ptilostenodes) ptilostenellus (Alexander, 1931)
- E. (Ptilostenodes) ptilostenoides (Alexander, 1928)
- E. (Ptilostenodes) stenomerus (Alexander, 1968)
- E. (Ptilostenodes) uniplagiatus (Alexander, 1937)

### OndergeslachtRamagonomyia
- E. (Ramagonomyia) bisiculifer (Alexander, 1963)
- E. (Ramagonomyia) protensus (Alexander, 1963)

### OndergeslachtSivagonomyia
- E. (Sivagonomyia) discolophallos (Alexander, 1968)